# Petrus Comestor
Petrus Comestor (o Pere el Menjador) (Troyes, ... – París, 1180) fou un teòleg medieval francès.

## Biografia
Pere, anomenat Comestor o menjador per la seua fama de «devorador de llibres», fou degà del capítol de Troyes en 1147, i després professor. D'ençà del 1164 fou canceller de la Universitat de París. Es retirà, en fi, al convent agustinià de Sant Víctor a París.

## Obra
La seua obra major és la Historia scholastica, una història del món des del Gènesi fins a l'empresonament de Sant Pau apòstol a Roma. Fou tan famosa que 
al seu temps se li coneixia com el mestre de les històries per a referir-se a ell. Aquesta expressió l'usen per exemple mestres escolàstics catalans com Francesc Eiximenis. D'aquesta manera, doncs, s'identificava l'autor i l'obra.
Tractà de teologia en altres obres, com Sententiae de Sacramentis (Sentències dels Sagraments) i Tractatus de eucharistia (Tractat sobre l'eucaristia). Es discuteix la seua autoria de les Allegoriae in Vetus et Novum Testamentum (Alegories al Vell i Nou Testament), del Liber Pancrisis (Antologia de llibres) i del Liber de spiritu et anima (Llibre de l'esperit i de l'ànima).